# Роб Старк
Роб Старк, с прякор Младият вълк, е измислен герой от поредицата „Песен за огън и лед“ от фантастичните романи на американския писател Джордж Р. Р. Мартин и неговата телевизионна адаптация Игра на тронове.
Роб се споменава за първи път в „Игра на тронове“ (1996), Роб е най-големият син и наследник на лорд Едард Старк от Зимен хребет и съпругата му Кейтлин Старк Впоследствие той се появява в „Сблъсъкът на крале“ (1998) и „Вихър от мечове“ (2000), след като баща му е заловен и екзекутиран от Ланистър в Кралски чертог и събира своите знаменосци и е коронясан за „Крал на севера“, и тръгва на юг, за да търси отмъщение срещу Ланистър и независимост за новото си кралство. Съдбата на Роб и армията му шокира както читателите на книгата, така и зрителите на телевизионния сериал.
Роб е изигран от шотландския актьор Ричард Мадън в телевизионната адаптация на HBO Игра на тронове

## Описание
Роб е на 14 години в първата книга от поредицата „Игра на тронове“ (17 в сериала).Той е най-големият законен син на Едард „Нед“ Старк и съпругата му Кейтлин. Има 2 сестри и 3 ма братя един от който доведен Санса, Ария, Бран, Рикон и Джон Сноу. Близък приятел е с Теон Грейджой. Роб непрекъснато е придружаван от своя вълк, Сив вятър. Подобно на повечето си братя и сестри, Роб прилича на майка си и дома Тъли силен, бърз, сини очи и кестенява коса.
Като наследник на Едард, Роб остава в Зимен хребет и управлява вместо баща си, когато Едард заминава в Кралски чертог за да стане ръка на краля. След смъртта на крал Робърт, Едард започва политическа война с Церсей. Роб събира армията си, за да помогне на дома си по майчина линия Тъли срещу нахлуващата армия на Ланистър и постига зашеметяваща победа в която пленява Джайм Ланистър. След като баща му е публично обезглавен по заповед на крал Джофри Баратеон, Роб е коронясан за крал на севера от своите войници и хора и обявява Севера и Речните земи за независимо кралство. Въпреки че демонстрира изключителни умения във военното ръководене, Роб в крайна сметка е предаден и убит на сватбата на чичо си Едмур с Рослин Фрей от коварните Уолдър Фрей и Руз Болтън който са под дискретно командване на Тивин Ланистър

## Сюжетни линии

### Романи
Роб Старк няма гледна точка в романите, така че нейните действия са свидетелни и тълкувани през очите на други хора, главно през погледа на брат му Бран и майка му лейди Кейтлин

#### Игра на тронове
Когато баща му заминава за Кралски чертог, за да стане ръката на крал Робърт Баратеон, Роб става действащ лорд на Зимен хребет. След ареста на баща си за предполагаема измяна, той тръгва на юг с армия в опит да освободи баща си. За да осигури преминаване на армията си при жизненоважното пресичане на Близнаците, Роб дава съгласието си за брак с една от дъщерите или внучките на Уолдър Фрей, договорени от майка му лейди Кейтлин. След като прекоси реката, той изненадва и унищожава армията на Ланистър, обсаждаща Речен пад, като през това време пленява Джайм Ланистър. След като чува за екзекуцията на баща си в Кралски чертог, Роб е коронясан за крал на Севера от своите знаменосци и за крал на Речните земи

#### Сблъсък на крале
Роб продължава да печели победи срещу армията на Ланистър и печели прякора „Млад вълк“ заради свирепостта си в битката. Той изпраща майка си лейди Кейтлин да сформира съюз с Ренли Баратеон, но Ренли е убит от брат си Станис Баратеон с кръвна магия от червената жрица Мелисандра Тъй като Станис и Старките все още споделят общ враг, Роб напада Западните земи, за да подпомогне стратегически на Станис срещу Ланистър той също изпраща Теон Грейджой да поиска помощ от баща му Бейлон Грейджой, владетел на Железните острови. Бейлон обаче решава да се възползва и вместо това да атакува Севера. Теон се присъединява към баща си и изненадващо нападат Зимен хребет, където се смята, че е убил по-малките братя на Роб, Бран и Рикон, въпреки че всъщност те бягат.

#### Буря от мечове
По време на едно от нападенията си в западните земи, Роб е ранен, като в същото време научава новината за предполагаемото убийство на братята си. Тогава той се влюбва в жената която го лекува, Джейн Уестърлинг. Роб се жени за нея, отменяйки предишния си договорен брак с домът Фрей. Междувременно Станис Баратеон, който е претърпял голямо поражение в битката при залива Черна вода.
След поражението на Станис при залива Черна вода, Роб се оттегля от Западните земи и се връща в Речен пад за да присъства на погребението на дядо си Лорд Хостър Тъли. След завръщането си Роб научава, че майка му лейди Кейтлин тайно е освободила затворника Джайм Ланистър с надеждата да го размени за дъщеря си Санса в Кралски чергог. Това води до бунта на Рикард Карстарк чийто синове са убити от Джайм по време на битката при Шепнещите гори, принуждавайки Роб да екзекутира лорд Рикард и да загуби подкрепата на Карстарк. Тъй като ситуацията с войната изглежда зле, Роб се опитва да поправи съюза с Фрей като се стига до споразумение чичо му Едмур Тъли да се ожени за Рослин Фрей, като по този начин възстановява брачния съюз. След това Фрей настояват Роб да присъства лично на сватбата в Близнаците като жест на извинение.
По пътя си към Близнаците, Роб научава, че Бейлон Грейджой е умрял случайно а желязната армия се връща на Железните острови. Той решава да си върнат Севера веднага след сватбата на чичо му. Скоро след това научава че сестра му Санса е омъжена насила за Тирион Ланистър. За да попречи на Ланистър да претендират за наследници на Зимен хребет чрез детето на Санса, Роб въпреки несъгласието на майка му Кейтлин отнема правата на Санса над Зимен хребет и узаконява полубрат си Джон Сноу като негов наследник, ако случайно умре без деца.
По време на сватбата наричана Червената сватба Роб е предаден и е убита заедно с хората му. Роб е прострелян от арбалети неколкократно, а след това лично убит от Руз Болтън, който също тайно е дезертирал заради подкуп от Ланистърите и е награден с титлата Страж на Севера. След смъртта му Фрей осакатяват тялото му и пришива главата на вълчището му Сив вятър върху обезглавения му труп.

### ТВ адаптация
Роб Старк е изигран от актьора Ричард Мадън в сериала Игра на тронове. Има някои леки разлики между телевизионното представяне на Роб и книжната версия. Поради увеличаването на възрастта на някой от героите възрастта на Роб се променя от четиринадесет на седемнадесет години в началото на поредицата. Вместо да се ожени за Джейн Уестърнинг (както е в романите), той се жени за лечителка от Волантис на име Талиса Мегир, която също е убита по време на „Червената сватба“.

#### Сезон 1
Роб Старк е най-големият син на Едард и Кейтлин Старк и наследник на Зимен хребет. Неговият вълк се нарича Сив вятър. Роб се включва във войната срещу Ланистър, след като баща му Нед Старк е арестуван за държавна измяна. Роб повиква знаменосците си и събира армията си за война срещу домът Ланистър. За да спечели разрешение за преминаване на армията му през земите на Фрей, Роб се съгласява да се ожени за дъщеря на Уолдър Фрей, Властелинът на близнаците. Роб ръководи военните действия срещу Ланистър и успешно пленява Джайм. След като Нед е екзекутиран, Северната и Речната земя обявяват своята независимост от Седемте кралства и провъзгласяват Роб за техния нов крал, „Кралят на севера“.

#### Сезон 2
Роб печели поредица от битки, спечелвайки си прякора „Младият вълк“.Той изпраща Теон на Железните острови с надеждата да сключи съюз с баща си Бейлон Грейджой. В замяна на подкрепата на Грейджой, Роб като крал на Севера ще трябва признае независимостта на Железните острови. Роб също изпраща майка си Кейтлин да сключи съюз с братята Станис и Ренли Баратеон, като всички се борят един срещу друг и срещу Роб за да бъде законният крал. Теон и Кейтлин се провалят в своите мисии а Бейлон започва инвазия в севера. Роб се влюбва в Талиса Мегир. Въпреки несъгласието на майка си Роб се отказва от обещания брак за дъщерята на Лорд Уолдър Фрей и се жени за Талиса в края на втори сезон.

#### Сезон 3
След като научава за смъртта на дядо си, лорд Хостър Тъли, Роб се връща в Речен пад за погребението. Докато е в Речен пад Роб взима решение да екзекутира Рикард Карстарк. С това свое решение той губи подкрепата на рода Карстрак и кара Роб да вземе крайното и фаталното решение да помоли Фрей за помощ.
Роб е убит по време на Червената сватба, след като става свидетел на убийството на бременната си съпруга и нероденото им дете. Лорд Руз Болтън лично убива Роб като го пробожда в сърцето докато му казва „Ланистър изпращат своите поздрави“. След като Роб е убит, трупът му е обезглавен, а на мястото на главата му е пришита главата на вълчището му Сив вятър.
Въпреки че Ланистър лишават Старките от всички земи и титли след неуспешния бунт на Роб срещу Железния трон. По-късно за Роб и Кейтлин е отмъстено когато Джон Сноу и Санса свалят поставените на власт Болтън и си връщат Зимен хребет. Джон е коронясан за крал на Севера от останалите северни лордове, като по този начин възстановява управлението на Севера от Старките. Междувременно най-малката сестра на Роб, Ария Старк се завръща във Вестерос, убива Уолдър Фрей и семейството му, като по този начин отмъщава за Червената сватба и унищожава домът Фрей.
|  | Тази страница частично или изцяло представлява превод на страницата Robb Stark в Уикипедия на английски. Оригиналният текст, както и този превод, са защитени от Лиценза „Криейтив Комънс – Признание – Споделяне на споделеното“, а за съдържание, създадено преди юни 2009 година – от Лиценза за свободна документация на ГНУ. Прегледайте историята на редакциите на оригиналната страница, както и на преводната страница, за да видите списъка на съавторите. ВАЖНО: Този шаблон се отнася единствено до авторските права върху съдържанието на статията. Добавянето му не отменя изискването да се посочват конкретни източници на твърденията, които да бъдат благонадеждни. |